# New media art

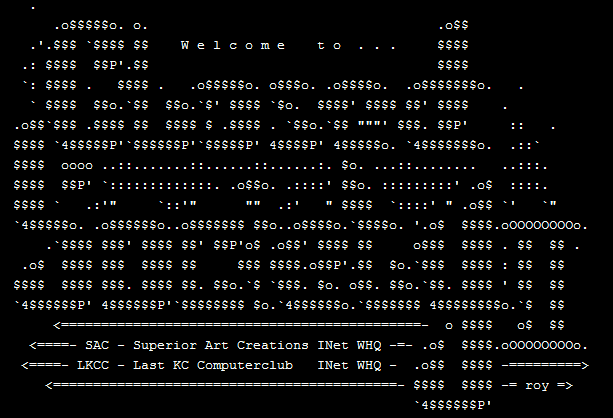
Schermata ASCII di Newskool con le parole "Società chiusa II"

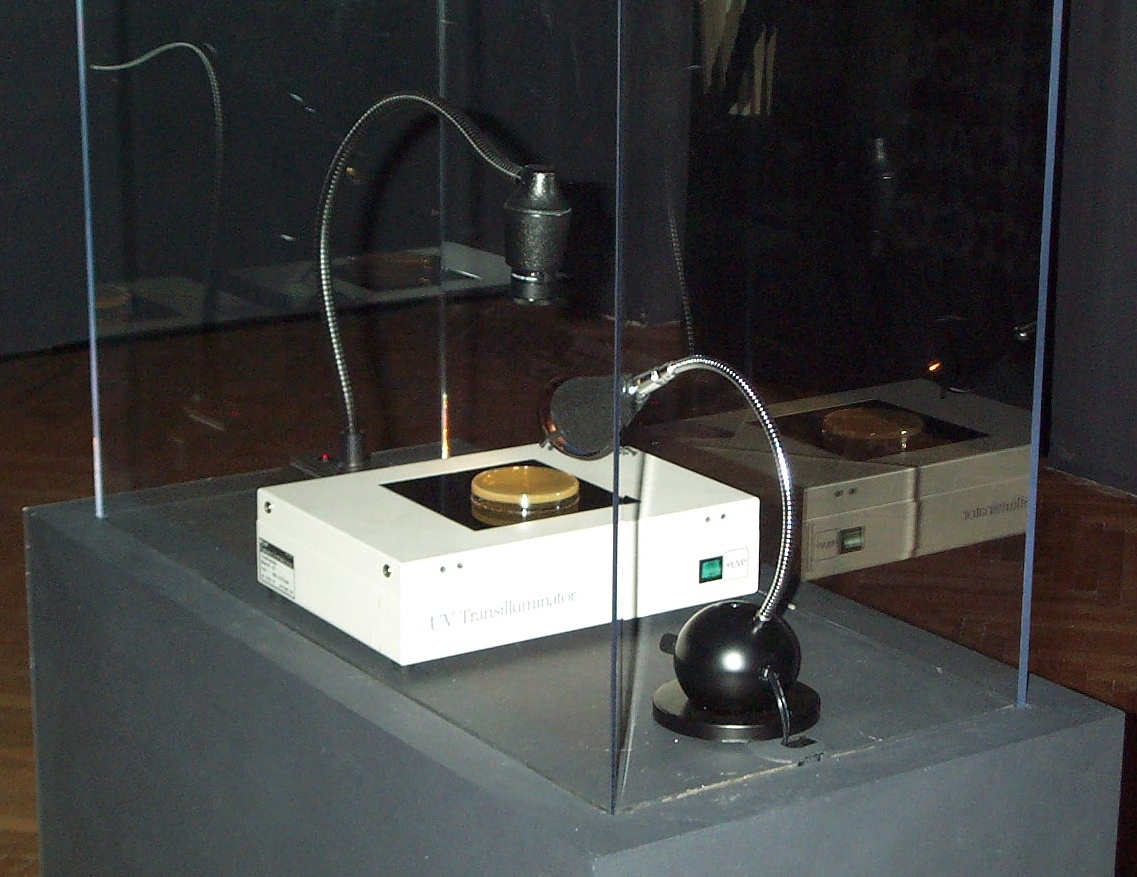
Installazione di Eduardo Kac "Genesis" Ars Electronica 1999

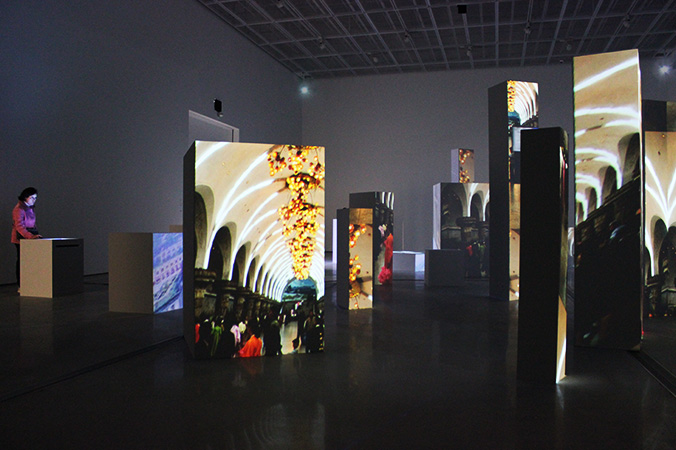
10.000 città in movimento, Marc Lee (2013), Museo Nazionale di Arte Moderna e Contemporanea di Seul

La New Media Art include opere d'arte progettate e prodotte per mezzo di tecnologie multimediali, che comprendono arte virtuale, computer grafica, animazione al computer, arte digitale, arte interattiva, arte sonora, arte su Internet, videogiochi, robotica, stampa 3D e arte cyborg. Il termine si riferisce all'opera d'arte così creata, che si differenzia da quella derivante dalle arti visive convenzionali (es. architettura, pittura, scultura e altre).
La new media art ha origini nel mondo della scienza, dell'arte e della performance. Oltre ad alcuni temi comuni che si trovano nella new media art come database, attivismo politico e sociale, afrofuturismo, femminismo e identità, un tema onnipresente è l'incorporazione della nuova tecnologia nel lavoro. L'enfasi sul mezzo è una caratteristica distintiva di gran parte dell'arte contemporanea e molte scuole d'arte e importanti università ora offrono specializzazioni in "Nuovi generi" o "Nuovi media" e un numero crescente di programmi di laurea è emerso a livello internazionale.
La new media art può comportare gradi di interazione tra opera d'arte e osservatore o tra l'artista e il pubblico, come nel caso della performance art. Tuttavia, come hanno notato diversi teorici e curatori, tali forme di interazione, scambio sociale, partecipazione e trasformazione non distinguono la new media art, ma servono piuttosto come terreno comune che ha paralleli in altri filoni della pratica artistica contemporanea. Tali intuizioni enfatizzano le forme di pratica culturale che sorgono in concomitanza con le piattaforme tecnologiche emergenti e mettono in discussione l'attenzione sui media tecnologici di per sé. L'arte dei nuovi media implica pratiche di cura e conservazione complesse che rendono la raccolta, l'installazione e l'esposizione delle opere più difficili della maggior parte degli altri mezzi. Molti centri culturali e musei sono stati istituiti per soddisfare le esigenze avanzate della new media art.

## Storia
Le origini della new media art possono essere ricondotte alle invenzioni delle immagini in movimento del XIX secolo come il fenachistoscopio (1833), il prassinoscopio (1877) e lo zoopraxiscopio di Eadweard Muybridge (1879). Dal 1900 agli anni '60, varie forme di arte cinetica e luminosa, dagli organi luminosi "Lumia" (1919) e "Clavilux" di Thomas Wilfred alla scultura autodistruttiva Homage to New York (1960) di Jean Tinguely possono essere visti come i progenitori della New media art.
Steve Dixon nel suo libro Digital Performance: New Technologies in Theatre, Dance and Performance Art sostiene che il movimento artistico d'avanguardia dell'inizio del XX secolo, il Futurismo, fu il luogo di nascita della fusione tra tecnologia e performance art. Alcuni dei primi esempi di artisti performativi che hanno sperimentato luci, film e proiezioni all'avanguardia includono i ballerini Loïe Fuller e Valentine de Saint-Point. Il fumettista Winsor McCay si esibì in sincronia con Gertie the Dinosaur animato in tournée nel 1914. Negli anni '20 molti spettacoli di cabaret iniziarono a incorporare la proiezione di film nelle esibizioni.
L'opera Broadcast (1959) di Robert Rauschenberg, composta da tre radio interattive risintonizzabili e un dipinto, è considerata uno dei primi esempi di arte interattiva. L'artista tedesco Wolf Vostell ha sperimentato con i televisori nella sua installazione TV De-collages (1958). Il lavoro di Vostell ha influenzato Nam June Paik, che ha creato installazioni scultoree con centinaia di televisori che mostravano filmati distorti e astratti.
A partire da Chicago negli anni '70, ci fu un'ondata di artisti che sperimentavano la video arte e combinavano la recente tecnologia informatica con i loro mezzi tradizionali, tra cui scultura, fotografia e design grafico. Molti degli artisti coinvolti erano studenti laureati presso la School of the Art Institute di Chicago, tra cui Kate Horsfield e Lyn Blumenthal, che hanno co-fondato la Video Data Bank nel 1976. Un altro artista coinvolto è stata Donna Cox, che ha collaborato con il matematico George Francis e l'informatico Ray Idaszak sul progetto Venus in Time che raffigurava dati matematici come sculture digitali 3D chiamate per la loro somiglianza con le statue di Venere paleolitiche. Nel 1982 l'artista Ellen Sandor e il suo team chiamato (art)n Laboratory hanno creato il mezzo chiamato PHSCologram, che sta per fotografia, olografia, scultura e computer grafica. La sua visualizzazione del virus dell'AIDS fu raffigurata sulla copertina di IEEE Computer Graphics and Applications nel novembre 1988. All'Università dell'Illinois nel 1989, i membri dell'Electronic Visualization Laboratory Carolina Cruz-Neira, Thomas DeFanti e Daniel J. Sandin ha collaborato alla creazione di quello che è noto come CAVE o Cave Automatic Virtual Environment, una prima immersione nella realtà virtuale utilizzando la retroproiezione.
Nel 1983, Roy Ascott ha introdotto il concetto di "paternità distribuita" nel suo progetto telematico mondiale La Plissure du Texte per "Electra" di Frank Popper al Musée d'Art Moderne de la Ville de Paris. Lo sviluppo della computer grafica alla fine degli anni '80 e delle tecnologie in tempo reale negli anni '90 combinato con la diffusione del Web e di Internet hanno favorito l'emergere di nuove e diverse forme di arte interattiva ad opera di Ken Feingold, Lynn Hershman Leeson, David Rokeby, Ken Rinaldo, Perry Hoberman, Tamas Waliczky; arte telematica di Roy Ascott, Paul Sermon, Michael Bielický; arte su Internet di Vuk Ćosić, Jodi; arte virtuale e coinvolgente di Jeffrey Shaw, Maurice Benayoun, Monika Fleischmann e installazione urbana su larga scala di Rafael Lozano-Hemmer. A Ginevra, il Centre pour l'Image Contemporaine o CIC ha coprodotto con il Centre Georges Pompidou di Parigi e il Museo Ludwig di Colonia il primo archivio video Internet di arte dei nuovi media.
Contemporaneamente i progressi nella biotecnologia hanno anche permesso ad artisti come Eduardo Kac di iniziare a esplorare il DNA e la genetica come nuovo mezzo artistico.
Le influenze sulla new media art sono state le teorie sviluppate attorno all’interazione, all’ipertesto, ai database e alle reti. Pensatori importanti a questo riguardo sono stati Vannevar Bush e Theodor Nelson, mentre idee simili si possono trovare nelle opere letterarie di Jorge Luis Borges, Italo Calvino e Julio Cortázar.

## Temi
Nel libro New Media Art, Mark Tribe e Reena Jana hanno nominato diversi temi affrontati dall'arte contemporanea dei nuovi media, tra cui computer art, collaborazione, identità, citazionismo, open sourcing, telepresenza (un insieme di tecnologie che consentono a una persona di sentirsi come se fosse presente, di dare l'apparenza o l'effetto di essere presente tramite la telerobotica, in un luogo diverso dalla sua posizione reale), sorveglianza, parodia aziendale, nonché intervento e hacktivism. Nel libro Postdigitale, Maurizio Bolognini suggerisce che gli artisti dei new media hanno un denominatore comune, ovvero il rapporto autoreferenziale con le nuove tecnologie, risultato del ritrovarsi all’interno di una trasformazione epocale determinata dallo sviluppo tecnologico.
La new media art non si presenta come un insieme di pratiche omogenee, ma come un campo complesso che converge attorno a tre elementi principali: 1) il sistema dell’arte, 2) la ricerca scientifica e industriale, e 3) l’attivismo mediatico-politico-culturale. Esistono differenze significative tra artisti-scienziati, artisti-attivisti e artisti tecnologici più vicini al sistema dell’arte, che non solo hanno formazioni e tecnoculture diverse, ma hanno produzioni artistiche diverse. Di ciò si dovrebbe tenere conto nell’esaminare i diversi temi affrontati dalla new media art.
La non linearità può essere vista come un argomento importante per la new media art da artisti che sviluppano opere interattive, generative, collaborative e coinvolgenti come Jeffrey Shaw o Maurice Benayoun che hanno esplorato il termine come un approccio per guardare a diverse forme di progetti digitali in cui il contenuto viene trasmesso sull'esperienza dell'utente. Questo è un concetto chiave poiché le persone hanno acquisito la nozione di essere condizionate a vedere tutto in modo lineare e chiaro. Ora, l’arte sta uscendo da quella forma e consente alle persone di costruire le proprie esperienze con l’opera. La non linearità descrive un progetto che sfugge alla narrativa lineare convenzionale proveniente da romanzi, spettacoli teatrali e film. L'arte non lineare di solito richiede la partecipazione del pubblico o almeno il fatto che il "visitatore" venga preso in considerazione dalla rappresentazione, alterando il contenuto visualizzato. L'aspetto partecipativo della new media art, che per alcuni artisti è diventato parte integrante, è emerso da Happenings di Allan Kaprow ed è diventato, con Internet, una componente significativa dell'arte contemporanea.
L’interconnettività e l’interattività di Internet, così come la lotta tra interessi aziendali, interessi governativi e interessi pubblici che hanno dato vita al web oggi, ispirano molta dell’attuale arte dei nuovi media.

### Database
Uno dei temi chiave nella new media art è creare visualizzazioni visive di database. Pionieri in questo settore includono Lisa Strausfeld, Martin Wattenberg e Alberto Frigo. Dal 2004 al 2014, il pezzo di George Legrady "Making Visible the Invisible" mostrava i metadati della biblioteca normalmente invisibili degli articoli recentemente controllati presso la Biblioteca pubblica di Seattle su sei monitor LCD dietro il banco di circolazione. L'estetica dei database esercita almeno due attrattive sugli artisti dei nuovi media: formalmente, come una nuova variazione sulle narrazioni non lineari; e politicamente come mezzo per sovvertire ciò che sta rapidamente diventando una forma di controllo e autorità.

### Attivismo politico e sociale
Molti progetti di arte dei nuovi media lavorano anche con temi come la politica e la coscienza sociale, consentendo l’attivismo sociale attraverso la natura interattiva dei media. La new media art include "esplorazioni del codice e dell'interfaccia utente; interrogazioni di archivi, database e reti; produzione tramite tecniche automatizzate di web scraping, filtraggio, clonazione e ricombinazione; applicazioni di livelli di contenuto generato dall'utente (UGC); idee di crowdsourcing su social e piattaforme mediatiche; diffusione ristretta del sé digitale su siti web "free" che rivendicano il diritto d'autore; e performance provocatorie che coinvolgono il pubblico come partecipante".

### Afrofuturismo
L’afrofuturismo è un genere interdisciplinare che esplora l’esperienza della diaspora africana, prevalentemente negli Stati Uniti, decostruendo il passato e immaginando il futuro attraverso i temi della tecnologia, della fantascienza e del fantasy. Il musicista Sun Ra, ritenuto uno dei fondatori dell'afrofuturismo, pensava che una miscela di tecnologia e musica potesse aiutare l'umanità a superare i mali della società. La sua band, The Sun Ra Arkestra, combinava il jazz tradizionale con il suono e l'arte performativa e fu tra i primi musicisti a esibirsi con un sintetizzatore. Il ventunesimo secolo ha visto una rinascita dell'estetica e dei temi dell'afrofuturismo con artisti e collaborazioni come Jessi Jumanji e Black Quantum Futurism e centri di formazione artistica come Black Space a Durham, nella Carolina del Nord.

### Il femminismo e l'esperienza femminile
L'installazione multimediale Wave UFO (1999-2003) dell'artista giapponese Mariko Mori ha cercato di esaminare la scienza e le percezioni dietro lo studio della coscienza e delle neuroscienze. Esplorare i modi in cui questi campi intraprendono la ricerca in modo materialmente riduzionista. Il lavoro di Mori ha sottolineato la necessità che questi campi diventino più olistici e incorporino gli stimoli e la comprensione del mondo provenienti dalla filosofia e dalle discipline umanistiche. L'installazione video immersiva Pour Your Body Out dell'artista svizzera Pipilotti Rist (2008) esplora la dicotomia tra bellezza e grottesco nel mondo naturale e la loro relazione con l'esperienza femminile. L'installazione su larga scala a 360 gradi comprendeva proiettori a forma di seno e cuscini rosa circolari che invitavano gli spettatori a rilassarsi e immergersi nei colori vibranti, nella musica psichedelica e a prendere parte alla meditazione e allo yoga. La regista e artista americana Lynn Hersman Leeson esplora nei suoi film i temi dell'identità, della tecnologia e della cancellazione dei ruoli e dei contributi delle donne alla tecnologia. Il suo film (1999) Conceiving Ada descrive una scienziata informatica e artista dei nuovi media di nome Emmy mentre tenta e riesce a creare un modo per comunicare attraverso il cyberspazio con Ada Lovelace, una donna inglese che creò il primo programma per computer negli anni '40 dell'Ottocento tramite una forma di intelligenza artificiale.

### Identità
Con le sue radici nell'arte outsider, i nuovi media sono stati un mezzo ideale per un artista per esplorare i temi dell'identità e della rappresentazione. In Canada, artisti multidisciplinari indigeni come Cheryl L'Hirondelle e Kent Monkman hanno incorporato temi relativi al genere, all'identità, all'attivismo e alla colonizzazione nel loro lavoro. Monkman, un artista Cree, si esibisce e appare come il loro alter ego Miss Chief Eagle Testickle, in film, fotografia, pittura, installazione e performance art. Monkman descrive Miss Chief come la rappresentazione di una persona a due spiriti o non binaria che non rientra nella descrizione tradizionale del drag.

### Realtà aumentata (AR) e spazio urbano
L'integrazione tra arte urbana e realtà aumentata rappresenta un ambito in espansione all'interno della new media art. In queste pratiche, opere come murales e graffiti vengono arricchite da contenuti digitali accessibili tramite dispositivi mobili, trasformando lo spazio pubblico in un ambiente interattivo e multimediale.
Un esempio rilevante è il MAUA – Museo di Arte Urbana Aumentata, progetto avviato in Italia nel 2016, che associa murales esistenti a contenuti digitali animati fruibili in AR. Il progetto è stato realizzato in diverse città italiane e internazionali, promuovendo la partecipazione di artisti, studenti e comunità locali attraverso un approccio curatoriale diffuso.
L'utilizzo della realtà aumentata in questo contesto offre anche nuove possibilità per la documentazione e la conservazione di opere effimere, come dimostrato da esperienze internazionali quali ARlines of the City, che ha ricollocato virtualmente murales rimossi a San Paolo (Brasile) in altre città del mondo. Altri progetti, come Immaginare Genova, evidenziano il potenziale educativo e partecipativo di queste pratiche, orientate a un coinvolgimento attivo nella riflessione e trasformazione dello spazio urbano.

## Il futuro della new media art
L’emergere della stampa 3D ha introdotto un nuovo ponte verso la new media art, unendo il mondo virtuale e quello fisico. L’ascesa di questa tecnologia ha permesso agli artisti di fondere la base computazionale della new media art con la tradizionale forma fisica della scultura. Un pioniere in questo campo è stato l'artista Jonty Hurwitz che ha creato la prima scultura di anamorfosi conosciuta utilizzando questa tecnica.

## Longevità
Poiché le tecnologie utilizzate per fornire opere d'arte dei nuovi media come film, audiocassette, browser web, software e sistemi operativi diventano obsolete, l'arte dei nuovi media deve affrontare seri problemi legati alla sfida di preservare l'opera d'arte oltre il tempo della sua produzione contemporanea. Sono in corso progetti di ricerca sulla conservazione dell’arte dei nuovi media per migliorare la conservazione e la documentazione del fragile patrimonio delle arti mediali.
Esistono metodi di conservazione, inclusa la traduzione di un'opera da un mezzo obsoleto a un nuovo mezzo correlato, l'archiviazione digitale dei media, e l'uso di emulatori per preservare il lavoro dipendente da software o ambienti di sistemi operativi obsoleti.
Intorno alla metà degli anni ’90 la questione della conservazione delle opere in formato digitale divenne motivo di preoccupazione. L'arte digitale come le immagini in movimento, i contenuti multimediali, i programmi interattivi e l'arte generata dal computer ha proprietà diverse rispetto alle opere d'arte fisiche come i dipinti ad olio e le sculture. A differenza delle tecnologie analogiche, un file digitale può essere ricopiato su un nuovo supporto senza alcun deterioramento del contenuto. Uno dei problemi con la conservazione dell’arte digitale è che i formati cambiano continuamente nel tempo. Precedenti esempi di transizione includono quello dai floppy disk da 8 pollici ai floppy da 5,25 pollici, dai dischetti da 3 pollici ai CD-ROM e dai DVD alle unità flash. All’orizzonte c’è l’obsolescenza delle unità flash e dei dischi rigidi portatili, poiché i dati vengono sempre più conservati nello spazio di archiviazione cloud online.
I musei e le gallerie prosperano grazie alla capacità di ospitare la presentazione e la conservazione di opere d'arte fisiche. La new media art sfida i metodi originali del mondo dell’arte quando si tratta di documentazione, del suo approccio alla raccolta e alla conservazione. La tecnologia continua ad avanzare e la natura e la struttura delle organizzazioni e istituzioni artistiche rimarranno in pericolo. I ruoli tradizionali di curatore e artista cambiano continuamente ed è necessario il passaggio a nuovi modelli collaborativi di produzione e presentazione.

### Conservazione
La new media art comprende vari mezzi che richiedono tutti i propri approcci di conservazione. A causa dei vasti aspetti tecnici coinvolti, non esistono linee guida consolidate per la conservazione digitale che comprendano completamente lo spettro della new media art. La new media art rientra nella categoria di "oggetto digitale complesso" nel modello del ciclo di vita della cura digitale del Digital Curation Centre che prevede tecniche di conservazione specializzate o totalmente uniche. La conservazione di oggetti digitali complessi pone l'accento sulla connessione intrinseca dei componenti del pezzo.

## Istruzione
Nei programmi New Media, gli studenti hanno la possibilità di conoscere le più nuove forme di creazione e comunicazione. Gli studenti dei Nuovi Media imparano a identificare cosa è o non è "nuovo" in determinate tecnologie. La scienza e il mercato presenteranno sempre nuovi strumenti e piattaforme per artisti e designer. Gli studenti imparano come selezionare le nuove piattaforme tecnologiche emergenti e inserirle in un contesto più ampio di sensazioni, comunicazione, produzione e consumo.
Quando conseguono una laurea in New Media, gli studenti lavoreranno principalmente attraverso la pratica della costruzione di esperienze che utilizzano tecnologie e narrativa nuove e vecchie. Attraverso la costruzione di progetti su vari media, acquisiscono competenze tecniche, praticano vocabolari di critica e analisi e acquisiscono familiarità con precedenti storici e contemporanei.
Negli Stati Uniti esistono molti programmi di livello Bachelor e Master con una concentrazione su Media Art, New Media, Media Design, Digital Media e Arti interattive.

## Teorici e storici
Notevoli teorici e storici dell'arte che lavorano in questo campo includono:
- Roy Ascott
- Maurice Benayoun
- Christine Buci-Glucksmann
- Jack Burnham
- Mario Costa
- Edmond Couchot
- Fred Forest
- Oliver Grau
- Margot Lovejoy
- Lev Manovich
- Robert C. Morgan
- Dominique Moulon
- Christiane Paul
- Catherine Perret
- Frank Popper
- Edward A. Shanken

## Tipi
Il termine New media art è generalmente applicato a discipline quali:
- Modifica artistica del gioco per computer
- ASCII art
- Bio Art
- Cyberformance
- Arte digitale
- Critical making
- Arte digitale
- Demoscene
- Poesia elettronica
- Arte elettronica
- Strumento musicale sperimentale
- Evolutionary art
- Fax art
- Arte generativa
- Glitch art
- Ipertesto
- Information art
- Arte interattiva
- Arte cinetica
- Light art
- Grafica in movimento
- Internet art
- Performance art
- Radio art
- Robotic art
- Software art
- Sound art
- Systems art
- Telematic art
- Videoarte
- Videogiochi
- Arte virtuale

## Centri culturali
- Australian Network for Art and Technology
- Zentrum für Kunst und Medientechnologie
- Centre pour l'image contemporaine
- Eyebeam Art and Technology Center
- Foundation for Art and Creative Technology
- Gray Area Foundation for the Arts
- Harvestworks
- InterAccess
- Los Angeles Center for Digital Art (LACDA)
- Netherlands Media Art Institute
- NTT InterCommunication Center
- Rhizome
- Centre for new media culture in Riga (RIXC)
- School for Poetic Computation (SFPC)
- School of the Art Institute of Chicago
- Squeaky Wheel Film & Media Art Center
- V2 Institute for the Unstable Media
- WORM (Rotterdam)